# Liolaemus exploratorum
Espèce
Statut de conservation UICN

 DD  : Données insuffisantes
Liolaemus exploratorum est une espèce de sauriens de la famille des Liolaemidae.

## Répartition
Cette espèce est endémique de la province de Santa Cruz en Argentine,.

## Publication originale
- Cei & Williams, 1984 : Las colecciones herpetologicas de la expedicion patagonica del Perito Moreno (Marzo-Abril de 1896) y las formas argentinas de Liolaemus del grupo pictus. Revista Del Museo De La Plata Seccion Zoologia, vol. 13, no 139, p. 183-194.